# Carl Eduard Malm
Carl Eduard Malm (Tallinn, 1837. február 22. – Rapla, 1901. január 14.) észt író.

## Élete
Felmenői Svédországból és Németországból származtak. 1849 és 1854 közt a Gahlnbäck magániskolában és a tallinni gimnáziumban tanult, ezután Amblán volt házitanító. 1856 és 1860 közt a Tartui Egyetemen előbb filológiát később teológiát hallgatott. 1861-ben a kambjai, 1862 és 1863 közt a tapai kúrián volt házitanító. 1864-től haláláig a raplai Mária Magdolna plébánia lelkésze volt.
Kiadta a Vana ja Uut, Eestirahva ajaviiteks (1870) című dal- és mesegyűjteményt, valamint a Laulud ja Loud című iskolai tankönyvet  (három kötetben, 1874 és 1884 közt). Emelte az észt nyelvű műfordítások színvonalát eredetihez közeli, gazdag szókincsével, gördülékeny megfogalmazásával. Johann Wolfgang von Goethe, Friedrich Schiller és Heinrich Heine balladáit valamint Ivan Andrejevics Krilov alkotásait fordította.
Fia, Karl Otto Malm szintén evangélikus lelkész és tanár volt.

## Fordítás
- Ez a szócikk részben vagy egészben  a   Carl Eduard Malm című észt Wikipédia-szócikk ezen változatának fordításán alapul.  Az eredeti cikk szerkesztőit annak laptörténete sorolja fel. Ez a jelzés csupán a megfogalmazás eredetét és a szerzői jogokat jelzi, nem szolgál a cikkben szereplő információk forrásmegjelöléseként.